# 建設技術研究所
一般財団法人建設技術研究所（けんせつぎじゅつけんきゅうじょ）は、土木技術・建設に関する技術及び事業の調査・研究を行っている法人。元文部科学省及び国土交通省の共同所管。なお、建設コンサルタントの最大手のひとつである株式会社建設技術研究所（本社：東京都中央区日本橋浜町、略称：建設技研、建技）は、財団の調査・設計部門を1963年（昭和38年）4月に分離・独立したもので、現在はそれぞれが独立した活動を行っている。

## 概要
- 所在：東京都千代田区神田須田町1-18
- 設立：1945年8月1日
- 理事長：飯島　尚

## 沿革
「学会、業界の学識経験者の総力を上げて、わが国の建設施工技術の躍進と向上を図り、国家緊急建設の要請に応える」として、初代理事長に鹿島組会長鹿島精一、内海清温が初代所長になり、研究員7名、研究助手14名ほか総勢37名で発足する。設立当初は軍事施設建設において技術向上を図る目的であったが、敗戦により一転してその技術を復興へと方向転換し、特にダム建設においての水理模型実験を通じての調査研究を主に引き受け発展することになる。調査及び設計部門はその後1963年に、新たに設立された株式会社建設技術研究所に引き渡した。